# Insulele Bonin

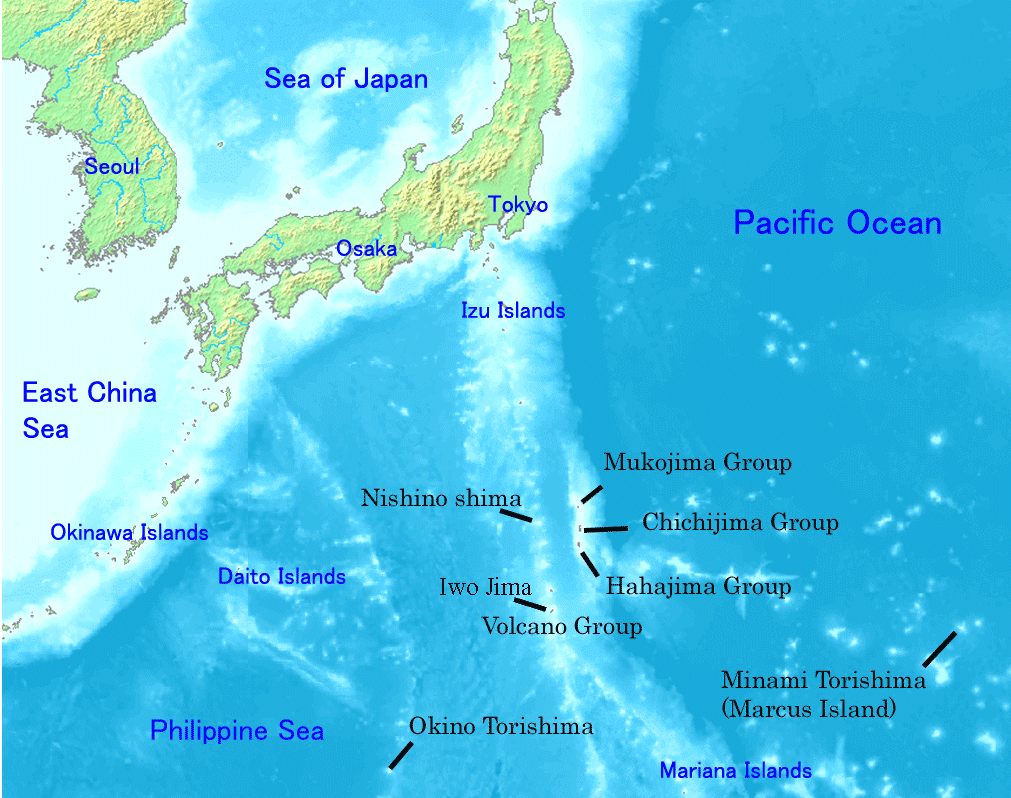
Insulele Bonin, la sud de arhipelagul japonez

Insulele Bonin, cunoscute în Japonia ca Grupul de insule Ogasawara (小笠原群島 Ogasawara Guntō?), sunt un grup de circa 30 de insule subtropicale și tropicale care aparțin Japoniei.
Situate la circa 1000 km sud de Tokio, ele nu au fost niciodată conectate de arhipelagul japonez. 83% din suprafața lor sunt parc național.
Din punct de vedere administrativ, sunt parte a satului Ogasawara din subprefectura Ogasawara, Tokio. Suprafața totală a insulelor este de 73 km², iar populația de 2.440 persoane (2.000 pe insula Chichijima și 440 pe insula Hahajima, singurele insule populate).
Sediul administrației locale este pe insula Chichijima (父島).
Termenul japonez Arhipelagul Ogasawara (小笠原諸島 Ogasawara shotō?) include în afara „Grupului de insule Ogasawara” și insulele vulcanice Kita Iwojima, Iwojima, Minami Iwojima și alte insule izolate. 
Insulele Bonin au trei subgrupuri:
- Grupul Mukojima(聟島列島 Mukojima Rettō) - numite mai de mult Grupul Parry
  - Mukojima (聟島)
  - Yomejima (嫁島)
  - Nakōdo-jima sau Nakadachijima (媒島)
  - Kitanojima (北ノ島 sau 北島)
- Grupul Chichijima (父島列島 Chichijima Rettō) - numite mai de mult Grupul Beechey
  - Chichijima (父島): 23,8 km²
  - Anijima (兄島)
  - Otōtojima (弟島)
- Grupul Hahajima(母島列島) - numite mai de mult Grupul Baily
  - Hahajima (母島)
  - Anejima (姉島)
  - Imōtojima (妹島)

## Istoria
Se pare că primul european care a descoperit insulele a fost spaniolul Bernardo de la Torre în 1534,, iar primul japonez a fost Sadayori Ogasawara în 1592sau 1593.
În 1670 insulele au fost „redescoperite” când un vas care se îndrepta spre Edo din Kyushu și-a părăsit cursul din cauza unei furtuni.
În 1675 insulele au fost explorate de către o expediție a șogunatului, care a revendicat insulele.
În ianuarie 1862 s-a reconfirmat că insulele aparțin Japoniei.
Insulele au fost nelocuite până când americanul Nathaniel Savory a debarcat pe insula Chichijima în 1830 și a format acolo prima colonie. Alt grup a sosit în 1846 la bordul balenierei Howard. În 1853, Comodorul Perry a vizitat insulele și a cumpărat teren la Port Lloyd de la Savory pentru $50.

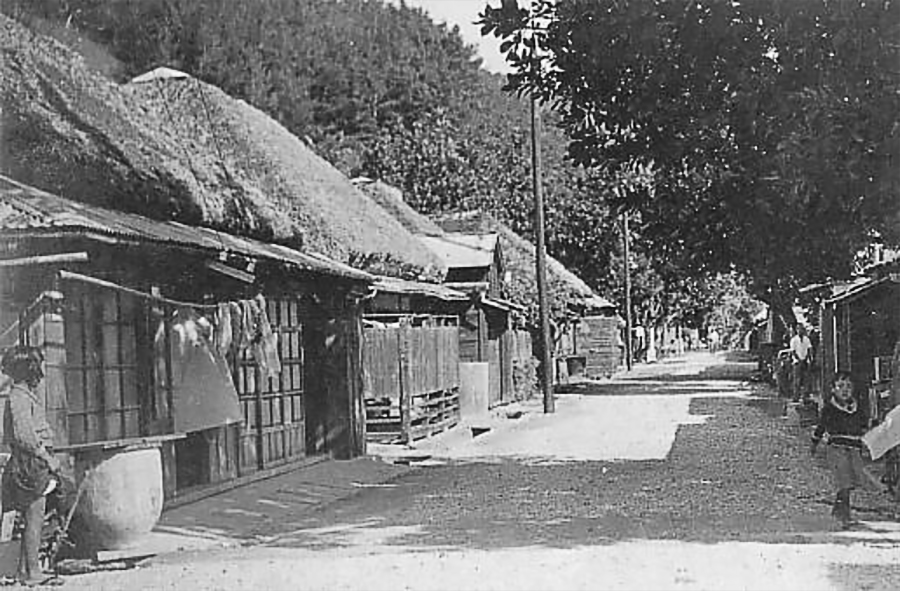
Șir de case din insulele Bonin în prima perioadă a erei Shōwa.

Istoria insulelor a fost compilată de către Lionel Cholmondeley de-a lungul a mai mulți ani, lucrarea fiind publicată la Londra, Marea Britanie, în 1915.
În 1917 aproximativ 60-70 de locuitori se considerau urmași ai coloniștilor anglofoni din secolul al XIX-lea, dar în 1941 nici un locuitor al insulelor nu a recunoscut că s-ar trage din acești coloniști. Unii din locuitorii actuali se consideră descendenți ai lui Nathaniel Savory.

### Al Doilea Război Mondial- prezent
În timpul celui de-al Doilea Război Mondial, majoritatea locuitorilor au fost evacuați cu forța, fiind trimiși în Japonia propriu-zisă. Pe insula Chichijima a fost o bază militară japoneză a cărei comandant, maiorul Sueo Matoba (的場 末男 Matoba Sueo?), era cunoscut pentru cruzimea sa, el fiind condamnat la moarte pentru crime de război după terminarea războiului. Bătălia de la Iwojima din 1945, una din cele mai înverșunate bătălii din al Doilea Război Mondial, s-a dat pe una din aceste insule nelocuite.
Insulele au fost ocupate de către Marina americană începând cu 1945, când locuitorilor descendenți ai occidentalilor, ai filipinezilor, ai polinezienilor sau celor micști li s-a permis să se întoarcă pe insule. Când insulele au fost retrocedate Japoniei în 1968, și evacuaților japonezi li s-a permis să se întoarcă pe insule.
Actualmente, practic toți locuitorii sunt cetățeni japonezi, limba folosită de ei fiind japoneza.
Un radiotelescop cu diametrul de 25 m se găsește pe insula Chichijima, ca parte a proiectului VERA de explorare astrometrică, el aparținând Observatorului Național Astronomic al Japoniei.

## Transport
Nu există aeroport pe nicio insulă, așa încât transportul se face cu vaporul. Se poate merge pe insula Chichijima cu vasul Ogasawara Maru. Vasul pleacă din portul Takeshiba din Golful Tokio, călătoria durând ca. 25,5 ore (când este vreme bună). Sunt 4-5 traversări pe lună. Ogasawara Maru are 6.700 tone, o lungime de 131 m și o capacitate de 1.031 de pasageri. Pentru a merge pe insula Hahajima, se merge de pe insula Chichijima cu vasul Hahajima Maru.
Satul Ogasawara are linie de autobuz. Există și taxiuri, firme de închiriat autoturisme, scutere sau biciclete. 

## Clima
Temperatura medie anuală este de ca. 23 °C (pe insula cea mai mare, Chichijima).

## Geologia

### Formarea
Insulele Ogasawara s-au format acum circa 48 de milioane de ani. Fac parte din așa-numitul „Arc Izu-Bonin-Mariana” care se află deasupra unei zone de subducție între placa tectonică pacifică și placa tectonică a Mării Filipinelor. Sunt compuse dintr-o rocă vulcanică numită „boninită” care conține oxid de magneziu, crom și dioxid de siliciu.

## Ecologia

### Fauna
Unele specii de animale sunt endemice, de exemplu porumbelul sălbatic Columba janthina, melcul Ogasawara okamono aragai, „șopârla Ogasawara” („Cryptoblepharus boutonii”), melcul hishikata maimai („Mandarina exoptata Pilsbry”), Hahajima meguro („Apolopteron familiare hahasima”, desemnat „monument național” al Japoniei) sau Ogasawara nosuri („Buteo buteo toyoshimai”, un fel de șopârlar, singura pasăre de pradă de pe insule). Singurul mamifer endemic este „Pteropus pselaphon” (Bonin flying fox în lb. engleză). 
În oceanul din jurul insulelor sunt ca. 20 de specii de balene, printre care „Megaptera novaengliae”, „Tursiops t.aduncus”, „Stenella longirostris”.
Există ca. 100 de specii de moluște terestre, ca. 90% din ele fiind endemice. Există totodată ca. 800 de specii de insecte, ca. 30% din ele fiind endemice.

### Flora
Insulele Bonin sunt uneori numite „Insulele Galapagos ale Orientului”.
Insulele Bonin constituie o ecoregiune de păduri de foioase subtropicale distinctă, cu un grad ridicat de biodiversitate și endemism. Pe insule se găsesc ca. 500 de specii de plante, din care ca. 43% sunt endemice. 
Printre speciile unice acestor insule pot fi numite crizantema wadan no ki („Dendrocacalia crepidifolia”, care are o înălțime de aproape 3 m), „Hahajima nobotan” (Melastoma pentapetalumdin, din familia Melastomataceae), azaleea „Rhododendron boninense”

## Educația
Există o școală publică primară, una medie și un liceu.

### Galerie

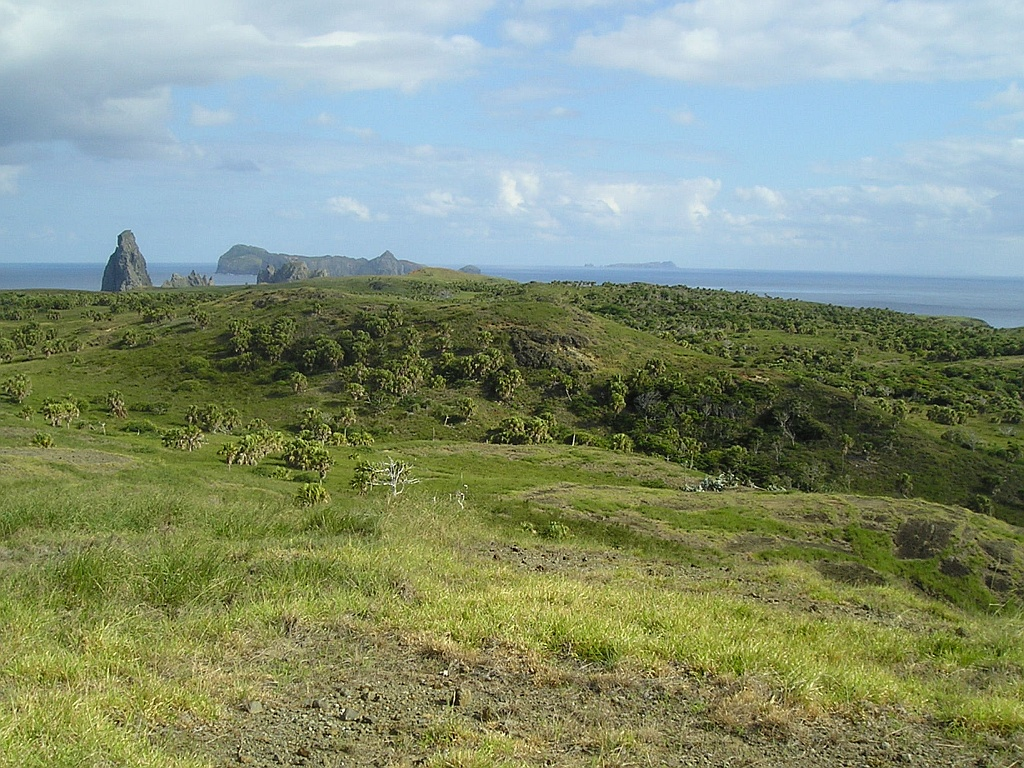
Mukojima

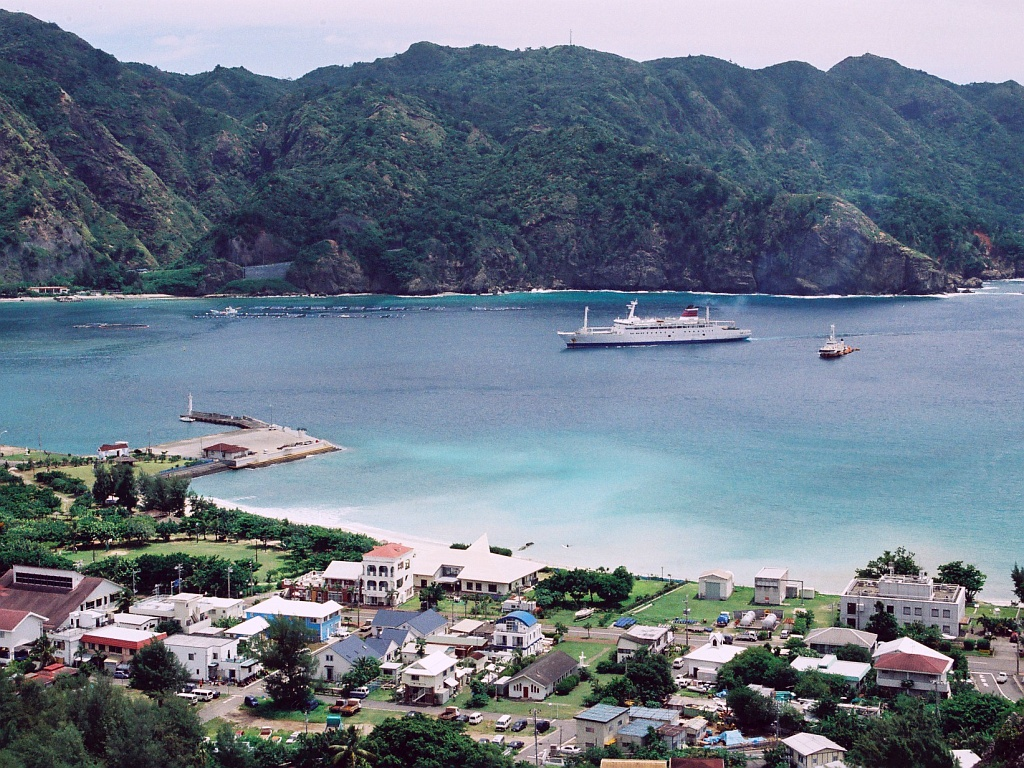
Chichijima

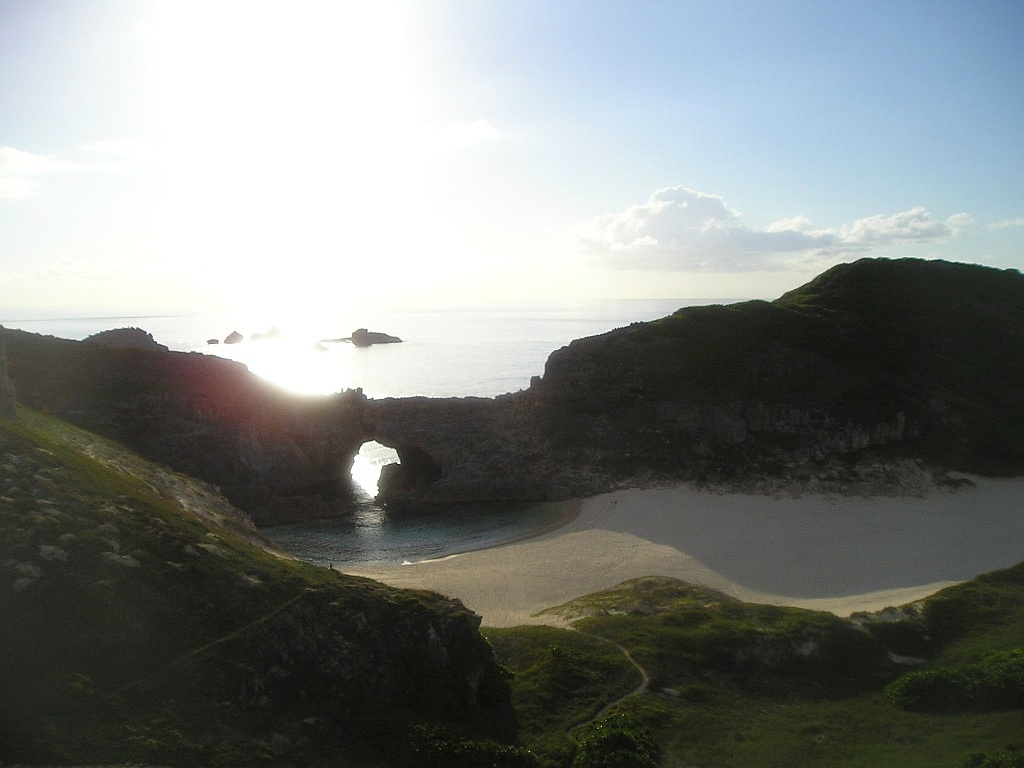
Minamijima, a small island in Chichijima group

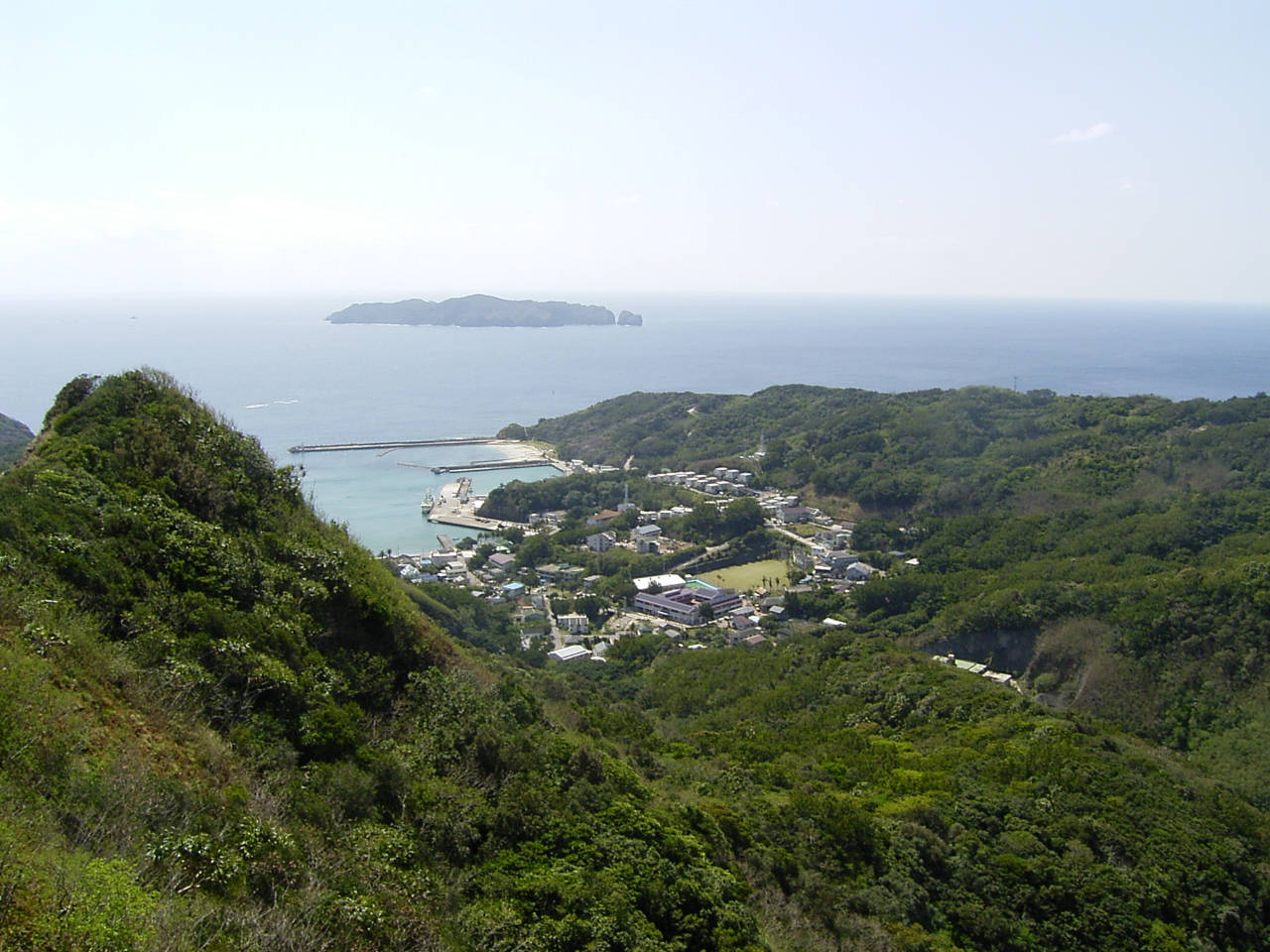
Hahajima

|  |  |  |  |  |